# Paramacrobiotus alekseevi
Espèce
Synonymes
- Macrobiotus alekseevi Tumanov, 2005

Paramacrobiotus alekseevi est une espèce de tardigrades de la famille des Macrobiotidae.

## Distribution
Cette espèce est endémique de Thaïlande.

## Publication originale
- Tumanov, 2005 : Notes on the Tardigrada of Thailand, with a description of Macrobiotus alekseevi sp. nov. ( Eutardigrada, Macrobiotidae). Zootaxa, no 999, p. 1–16.